# Trichocolletes rufopilosus
Trichocolletes rufopilosus är en biart som först beskrevs av Rayment 1935.  Trichocolletes rufopilosus ingår i släktet Trichocolletes och familjen korttungebin. Inga underarter finns listade i Catalogue of Life.